# NGC 2335
NGC 2335 is een open sterrenhoop in het sterrenbeeld Eenhoorn. Het hemelobject werd op 10 januari 1785 ontdekt door de Duits-Britse astronoom William Herschel.

## Synoniemen
- OCL 562